# Reconquista de Angola

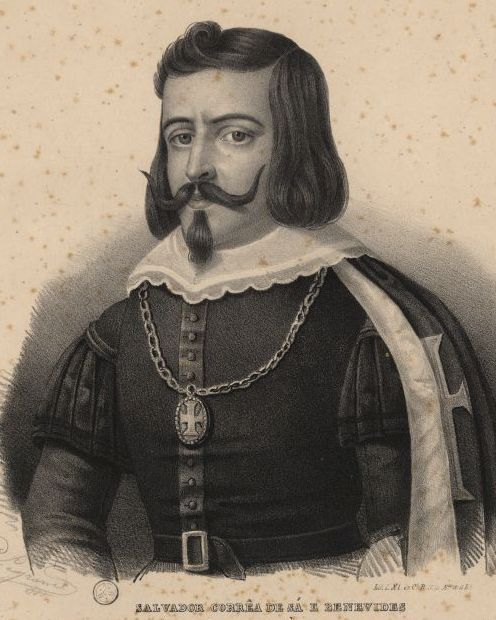
Salvador Correia de Sá e Benevides.

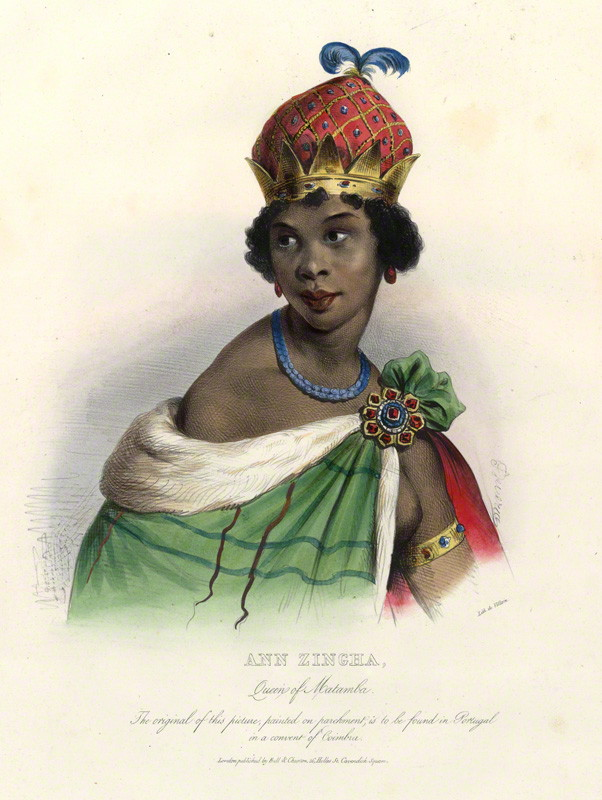
Rainha Ana de Sousa Ginga.

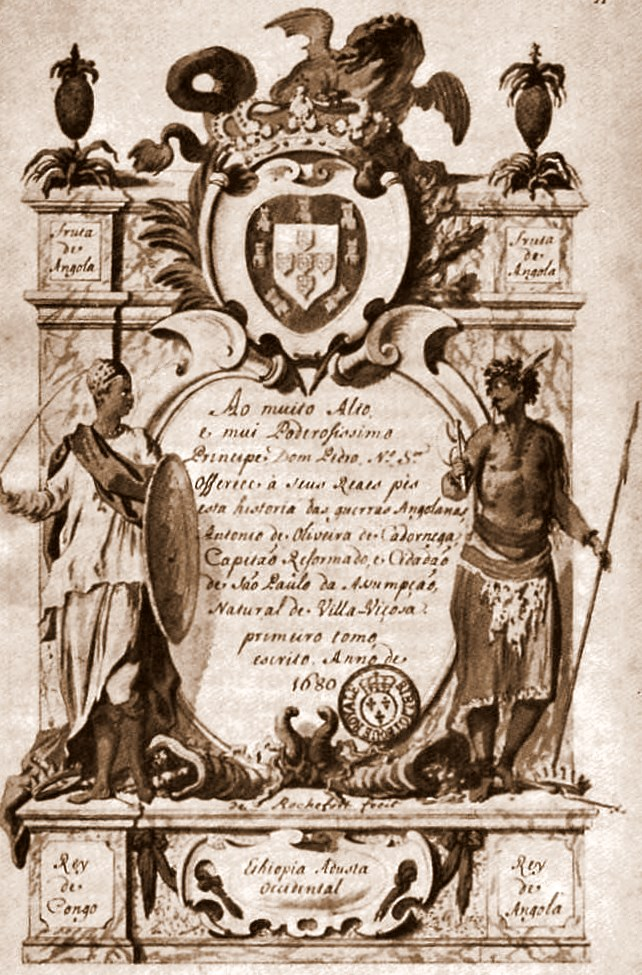
A História geral das guerras angolanas de Cadornega, escrita em 1680.

A reconquista de Angola, ou reconquista de Angola e São Tomé, foi uma operação militar luso-brasileira para reconquista dos territórios no litoral de Angola e da ilha de São Tomé, inserido na Guerra Luso-Holandesa.
O episódio ocorreu em Angola Colonial e em São Tomé Colonial, ao qual estão ligadas a História de Angola, a História de São Tomé e Príncipe, a História de Portugal e inclusive a História do Brasil Colonial. Teve lugar no meado do século XVII, nele tendo tido maior destaque a figura do político e militar luso-brasileiro Salvador Correia de Sá e Benevides.

## Antecedentes

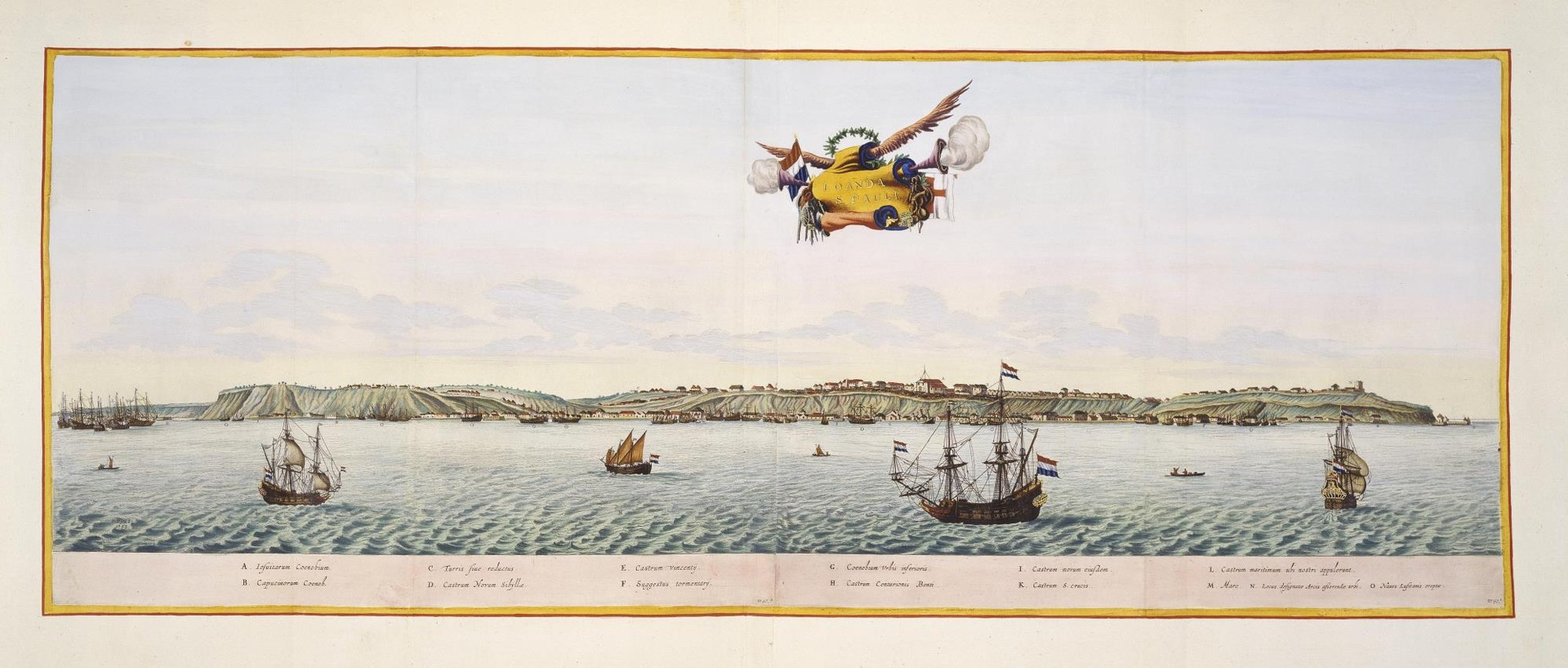
Conquista de Luanda por Cornelis Jol, 1641.

No contexto da Guerra Luso-Holandesa e da Restauração da Independência Portuguesa, tropas a serviço da Companhia Holandesa das Índias Ocidentais desembarcam em Luanda, lançando pânico na cidade. O governador Pedro César de Meneses, sem forças suficientes para fazer frente ao inimigo, ordenou a retirada dos portugueses, que teve lugar no dia seguinte, em direção às fortificações do interior do território.
Iniciava-se o período de domínio holandês de Angola, que trouxe grandes dificuldades para os portugueses, nomeadamente no Brasil. A colónia portuguesa na América era a maior beneficiária do comércio de escravos, essencial para manter em funcionamento os engenhos de açúcar no litoral. A fim de contrariar esta adversidade e com o objectivo de reconquistar Angola, expulsando os holandeses, foi preparada uma expedição. Para comandá-la foi nomeado Salvador Correia de Sá e Benevides, que acumularia o cargo de governador de Angola. A missão de Salvador de Sá partiu para Angola de sua cidade natal, o Rio de Janeiro em 1647, e foi financiada pela Câmara de Vereadores desta cidade, que pelo feito, recebeu o título de Homens Bons do Porto do rei D. João IV.
Como resultado da Guerra Luso-Congolesa de 1622, o reino do Congo associou-se à República das Sete Províncias Unidas dos Países Baixos contra Portugal em 1641, colaborando logisticamente para a expulsão lusitana da região de Luanda. Isso fez com que mergulhasse de cabeça na Guerra Luso-Holandesa, conseguindo certo progresso entre 1641 e 1643, durante as batalhas dos Dembos e do rio Bengo. Em 1647 o reino do Congo participaria da última campanha bem sucedida contra os Portugueses, na batalha de Combi.

## O planejamento
A empresa de reconquista era dificultada não apenas pela peculiar situação diplomática em que se achava Portugal ante os Países Baixos, em guerra no Nordeste Brasileiro e aliados na Europa, como pelas dificuldades económicas em que o Reino se encontrava, na iminência da Guerra da Restauração, e pela logística envolvida.
Nesse contexto, um dos principais interessados, se não mesmo o principal, era o poderoso Salvador Correia de Sá. Por essa razão foi incumbido de reconquistar Angola sem dar a entender que Portugal tomara a ofensiva, o que comprometeria a paz com os Países Baixos.
Em 1644, Correia de Sá regressou de Lisboa para o Brasil. Deveria ir primeiro a Salvador, na Bahia, capital do Estado do Brasil, defendê-la em caso de necessidade e seguir para o Rio de Janeiro, para preparar a expedição a Angola, que seria chefiada por Francisco Souto Maior, governador interino da capitania.
No Rio de Janeiro, Correia de Sá preparou e enviou a frota, mas Souto Maior veio a falecer em Massangano ou em cabo Ledo, detido, antes de poder restaurar a colónia. Tendo expedido a frota, Correia de Sá retornou ao reino como General da Frota do Brasil, no comando de 22 navios, entre eles seis galeões construídos no Rio de Janeiro.
Tendo aportado a Lisboa em 1645, teve que comprovar ao Conselho Ultramarino o seu bom proceder, uma vez que se afirmara, à época, que ele, ao passar por Salvador, recusara apoio ao governador-geral António Teles da Silva num plano para atacar o Recife holandês. Em Lisboa, Correia de Sá trabalhou nos planos para a reconquista do Nordeste do Brasil e de Angola, na qualidade de Conselheiro do Conselho Ultramarino.
Apesar de entender que se devia levar a guerra aos holandeses em Angola, optou-se por celebrar um acordo diplomático para a restituição dos lugares ocupados. Anos antes, Salvador defendera que um acordo desse tipo seria a solução, tendo a acção do Padre António Vieira e do embaixador Francisco de Sousa Coutinho nos Países Baixos se baseado à época nesse entendimento. Diante do pouco progresso obtido pela diplomacia, uma intervenção militar afigurou-se então como melhor opção tanto no Brasil como em Angola.

### Frota com destino ao Rio de Janeiro
Correia de Sá partiu de Lisboa, a 24 de outubro de 1647, com uma pequena esquadra de seis navios e a patente de governador das Capitanias do Sul. Não seriam proclamados os verdadeiros poderes que lhe foram atribuídos nem se declarava que partia para reconquistar Angola. Oficialmente continuava-se a pregar as vantagens de um acordo diplomático.
Chegou ao Rio de Janeiro a 16 ou 29 de janeiro do ano seguinte (1648), passando a ocupar-se da armada que partiria para Angola, preparando mantimentos e completando as guarnições dos navios. Duarte Correia Vasqueanes, parente de Correia de Sá, governara a capitania entre 1645 e 1648. Ao chegar ao Rio, Correia de Sá assumiu o governo da capitania entre janeiro e maio de 1648 e, neste período, ainda remeteu para o governador-geral, na Bahia, uma embarcação de mantimentos, e despachou três navios com sal para a ilha de Santa Ana, onde deveriam ser preparadas as carnes para a viagem. Incumbiu-se pessoalmente dos preparativos da expedição.
Em 9 de maio de 1648, Correia de Sá reuniu em sua residência na cidade do Rio de Janeiro os capitães de mar e guerra e os pilotos práticos dos galeões e navios da Armada. Após a reunião, Correia de Sá escreveu para o soberano português relatando as providências tomadas: a armada, seria composta por 15 embarcações (quatro adquiridas às suas próprias expensas) com 1 400 homens, dos quais 900 de desembarque. Levavam mantimentos para seis meses. O documento cita o nome de todos os principais chefes da Armada. Para fazer face à despesa, Correia de Sá apelou, na capitania, ao patriotismo e aos interesses dos homens mais abastados - aos quais a perda de Angola prejudicava directamente -, despendendo também com liberalidade os seus próprios dinheiros. Para o financiamento, o povo do Rio de Janeiro contribuiu com 60 000 mil cruzados. Para a despesa contribuíram ainda as ordens religiosas, sobretudo a Ordem de São Bento. A esquadra partiria a 12 de maio, chegando a Luanda em Agosto. A praça do Rio de Janeiro ficava pouco guarnecida de soldados, munições de guerra, peças de artilharia e de mantimentos. Por essa razão, em sua carta ao soberano, solicitava que se enviassem do Reino munições, pólvora e infantes para as fortalezas que defendiam a cidade, que ficava muito exposta às invasões dos holandeses, já em situação difícil em Pernambuco.
Enquanto isso, na Europa, em junho de 1648 celebrou-se a paz entre os Estados Gerais e a Espanha, e poucos dias depois chegavam notícias da vitória luso-brasileira sobre os holandeses nas batalhas dos Guararapes, na capitania de Pernambuco. Correia de Sá transmite a Dom João IV e a Luís Pereira de Castro, por carta de 2 de julho de 1648, que "depois de Guararapes, vencer os holandeses começava a parecer possível". Enquanto isso, no reino, o padre António Vieira continuava a pregar um acordo diplomático, acreditando estar Angola perdida, sem saber que Correia de Sá já se encontrava a caminho de Angola.

### Partida para Angola
A armada de Correia de Sá levantou ferros do Rio de Janeiro em fins de maio de 1648, comboiando e protegendo, até certa altura da viagem, a frota de açúcar que ia para Portugal. Os seus números constam de documento do Arquivo Histórico Colonial, nº 641, caixa nº 2 - Rio de Janeiro. António de Oliveira de Cadornega, na sua História Geral das Guerras Angolanas, tomo II, página 3, afirma que eram 12 navios e 1 200 homens.
Uma carta do padre jesuíta António do Couto, dirigida ao seu superior provincial, descreve minuciosamente a expedição, a qual integrou, afirmando que a causa da demora no Rio de Janeiro foi o receio de um ataque holandês de surpresa à cidade.
Outro padre jesuíta, João de Almeida, nascido na Inglaterra e criado no Brasil, onde era tido como homem santo, entretanto, escreveu a Correia de Sá recomendando-lhe que partisse na terça-feira, dia 12 de maio, por ser dia dedicado aos anjos, que seria feliz com as suas armas.

## Batalhas, cercos e escaramuças

### Tomada do Quicombo e Benguela-a-Velha
A frota chegou a Quicombo a 12 de julho de 1648, sem encontrar nenhuma guarnição holandesa ou resistência nativa. Dias depois, uma tempestade tirou a vida de 300 homens entre eles o almirante, Baltasar da Costa de Abreu. Comentam autores portugueses que nunca empresa tão importante fora intentada com tão pequenas forças. A construção de um fortim na enseada de Quicombo (o Fortim do Quicombo) permitiu estabelecer comunicações com os portugueses na região que, desde a perda de Angola, se tinham refugiado no Forte de Massangano.
Percebendo-se da tomada do Quicombo, os holandeses abandonaram as feitorias de Benguela-a-Velha (actual Porto Amboim), de Leango e da Pinda, de forma que, em apenas dois meses, Angola e São Tomé retornaram ao domínio português.

### Cerco naval de Benguela
A guarnição holandesa de Benguela rendeu se a dois navios portugueses sob comando de Rodrigues Castelhano; a cidade foi retomada sem o disparo de um único tiro. 

### Batalha de Luanda
Usando como pretexto as hostilidades que os holandeses moviam aos remanescentes da antiga guarnição portuguesa, Correia de Sá declarou que aquilo era uma flagrante quebra da paz, o que o autorizava a pedir-lhes uma satisfação. Seguiu por mar até São Paulo de Luanda, onde aportou em agosto. Propôs aos holandeses que abandonassem a cidade, ocupada havia sete anos. Participou-lhes os motivos da sua vinda, as suas razões de queixa, declarando-lhes que, como eles não respeitavam a paz, também ele se não julgava obrigado a deixar de a infringir, e portanto que exigia que se entregassem. Surpreendidos com esta audácia, os holandeses avaliaram em maior do que era o poder dos assaltantes, e pediram 8 dias para tomarem uma decisão. Na realidade desejavam tempo para que retornassem à cidade 300 soldados, ausentes no interior em busca de suprimentos. Salvador concedeu apenas três dias e, a 14 de agosto fez desembarcar, em chalupas, a meia légua da cidade, 650 soldados e 250 marinheiros, deixando 180 nos navios com muitas figuras pelas enxárcias e pelas amuradas para que, de longe, se julgasse muito mais numerosa a tripulação dos navios.
Os holandeses, repelidos de todos os pontos exteriores, refugiaram-se na Fortaleza de São Miguel de Luanda e no Forte de Nossa Senhora da Guia, tendo abandonado com tanta pressa o Fortim de Santo António, que não tiveram tempo de encravar mais do que duas peças de artilharia das oito que o fortim possuía. Aproveitou-as Correia de Sá, e juntando-as, a quatro meios canhões que mandou desembarcar, formou uma bateria que principiou a bombardear a fortaleza, causando pouco dano, mas produzindo grande terror à guarnição holandesa, assombrados da rapidez com que a bateria se assentara. Viu, porém, Correia de Sá que seria demorado o êxito da bateria e, premido pela necessidade de impedir que o inimigo se reforçasse, ordenou, no dia seguinte (15 de agosto), o assalto às duas fortalezas ocupadas pelo inimigo. Embora temerário, dado que as fortalezas se encontravam guarnecidas por 1 200 soldados europeus e outros tantos africanos, o assalto foi vitorioso. Após uma escalada inicial em que os assaltantes foram repelidos, Correia de Sá ordenou reagrupar as forças, contando 163 mortos e 160 feridos, cerca de um terço do seu efectivo. Preparava-se para ordenar um segundo assalto quando, com surpresa, viu surgir um parlamentário que vinha propor uma capitulação. Correia de Sá, de imediato, aceitou-a, concedendo todas as honras militares, facilitando ao inimigo a amnistia que pediram para os seus partidários. Assinada a capitulação, no dia seguinte (16 de agosto) saíram das duas fortalezas, onde as muralhas se encontravam quase intactas, 1 100 homens que passarem diante de menos de 600, número a que estava reduzido o exército sitiador.

### Batalhas contra o Congo, Dongo e jagas
Expulsos os holandeses, havia ainda que subjugar os reinos africanos que haviam seguido o partido deles, na figura principalmente do reino Dongo e do reino do Congo. Os principais eram os súbditos da rainha Ginga, e Correia de Sá, dispondo de poucas forças, alistou ao seu exército muitos franceses que integravam a guarnição holandesa e haviam permanecido em Angola. O reino congolês, que a princípio foi crucial para o sucesso da ocupação holandesa de Angola, mostrava-se pouco efetivo em batalhas desde a batalha de Combi, de 1647, onde foram derrotados pelos portugueses.
Havia já cinco dias que os portugueses estavam na posse das fortalezas, quando surgiu na cidade, vindo do sertão, um corpo de 250 homens acompanhados por mais de 2 000 guerreiros jagas, súbditos da rainha Ana de Sousa Ginga. Antevendo uma situação desse tipo, Correia de Sá fizera embarcar em três navios a guarnição holandesa da cidade de sorte que, os recém chegados, vendo-se sós, capitularam também.
Os guerreiros da rainha Ginga, não quiseram sujeitar-se, e arrojaram os maiores impropérios aos holandeses, por os desampararem. Assim, ao aproximar-se o fim dos confrontos, o reino Dongo enfrentava todos os europeus em campo de batalha. Porém os portugueses, comandados por Bartolomeu de Vasconcelos, facilmente subjugou as já cansadas tropas unidas dongo-jagas, vendo-se a rainha Ana de Sousa Ginga forçada a pedir a paz. Assim, o cerco dos dongos e congos a Massangano (desde 1641) foi encerrado.

### Cerco naval de São Tomé
Uma frota portuguesa recapturou também o arquipélago de São Tomé e Príncipe após a conquista de Luanda, obrigando os holandeses a recuarem, abandonando toda a artilharia.
O cerco foi eminentemente naval, pois os portugueses, preparando-se na costa da ilha do Príncipe, tanto assustaram os holandeses na ilha de São Tomé que partiram, desamparando a ilha, e deixando atrás de si a artilharia e munições.

## Consequências
Salvador Correia permaneceu quase três anos e meio no Governo de Angola. Tinham sido nomeados, mas se escusaram, Pedro de Sousa de Castro, Luís de Miranda Henriques e Manuel Freire de Andrade.
A reconquista de Angola resultou na rearticulação do abastecimento de escravos para a Bahia, o Rio de Janeiro e, depois da expulsão dos holandeses, da região Nordeste do Brasil.
Salvador deu impulso a diversas medidas administrativas, favorecendo o desenvolvimento de Luanda. Em 1651 partiu para o Rio de Janeiro, deixando por sucessor Rodrigo de Miranda Henriques. Durante a sua época, além de expulsar definitivamente os holandeses, dominou as tribos africanas revoltadas no interior e fez renascer na região os antigos reinos. Não apenas recuperou os territórios ocupados mas reconstruiu os reinos do Congo, Angola e Benguela, garantindo a mão de obra necessária às lavouras do Brasil; religou às feitorias e povoações costeiras os núcleos portugueses do sertão e espalhou a fé católica, impactada pelo novo credo protestante. Por suas exposições ao Conselho Ultramarino, os acontecimentos de Angola foram bem acompanhados.
A vitória de Correia de Sá deixou lembrança tão viva na memória dos povos que, ainda em 1812, se celebrava em Luanda uma festa em acção de graças pela vitória a 15 de agosto.

## Representações na cultura
- Pepetela descreve entre outras coisas a Reconquista (ou Restauração) de Angola no seu livro de 1997 A Gloriosa Família, sobre uma família holandesa residente em Angola durante e após o breve domínio holandês do território.